# Pieśniarz Warszawy
Pieśniarz Warszawy – czarno-biały polski film fabularny w reżyserii Michała Waszyńskiego z roku 1934.
Działania wojenne sprawiły, że z całego filmu zachowało się nieco ponad 50 minut, jednak to wystarczy do analizy i oceny tego obrazu.

## Fabuła
Pochodzący z zamożnej i szanowanej rodziny Julian Pagórski (Eugeniusz Bodo) prowadzi beztroskie życie. Rada familijna, na czele ze stryjem Eustachym (Michał Znicz), chce zmusić go do ustatkowania się i podjęcia pracy. Gdy Julek odmawia, stryj wypędza go z domu. Za namową przyjaciela Lola (Wiktor Biegański), węduje z gitarą po warszawskich podwórkach i śpiewając piosenki zarabia na życie. Przypadkowo poznaje Zosię (Barbara Gilewska), kioskarkę, w której się zakochuje. Stryj Eustachy jest przeciwny temu związkowi i aby uniknąć mezaliansu, kontaktuje się z biurem detektywistycznym „Oko”, specjalizującym sie w rozdzielaniu zakochanych par. Detektyw Krópka (Stanisław Łapiński) wciąga do intrygi aktorkę rewiową (Maria Gorczyńska) i doprowadza do zerwania Julka z Zosią. Stryj Eustachy, widząc rozpacz bratanka i mając wyrzuty sumienia, dopomaga mu w naprawieniu wszystkiego, Przy okazji sam zakochuje się w aktorce, ku ogólnemu zgorszeniu całej rodziny.

## Obsada
- Eugeniusz Bodo – Julian Pagórski
- Maria Gorczyńska – aktorka
- Barbara Gilewska – Zosia
- Michał Znicz – Eustachy
- Władysław Walter – Antoś
- Wiktor Biegański – Lolo
- Stanisław Łapiński – detektyw Krópka
- Henryk Rzętkowski – Franciszek
- Henryk Małkowski – dyrektor
- Ludwik Fritsche – ojciec Zosi

## Piosenki
Kompozytor: Henryk Wars

- Już taki jestem zimny drań[1]
- Tylko z tobą i dla ciebie[1]
- Zrób to tak[1]